# 魚井一由
魚井一由（うおい かずよし、1946年（昭和21年） - 2008年（平成20年））は日本の言語研究者。法廷通訳人。

## 人物
北海道函館市生まれ。函館ラ・サール高等学校卒業。大阪外国語大学卒業。先生と呼ばれることを特に嫌っていて、親しく関わっていた人たちは｢魚井ちゃん｣「うーさん」と呼んでいた。
北海道滝川市にある國學院大學北海道短期大学部等でアイヌ語の教鞭をとった。他に大阪外国語大学、北海道教育大学旭川校等でもアイヌ語、アイヌ文化の指導を行っていた。旭川医科大学ではロシア語担当講師でもあった。旭川市博物館のアイヌ語辞書編纂担当嘱託でもあった。
1991年頃、旭川市内で「言葉の門」という英語塾を開いていた。
2004年に、従来は最大1000までとされてきたアイヌ語の数表現が、400万まであったとする資料を発見し、それまでの通説を覆した。

## 著書

### 編著
- 『日本語・アイヌ語辞典』國學院短期大学コミュニティカレッジセンター、2005年3月。
- 『アイヌ語数詞詳解』國學院短期大学コミュニティカレッジセンター〈アイヌ語の文法 2〉、2007年3月。

### 共著
- 『アイヌの口承文芸』國學院短期大学コミュニティカレッジセンター、2002年3月。
- 『アイヌ語の文法』國學院短期大学コミュニティカレッジセンター、2003年3月。

### 翻訳
- ニコライ・ネフスキー 著、エリ・グロムコフスカヤ 編『アイヌ・フォークロア』北海道出版企画センター、1991年9月。ISBN 9784832891043。

## 受賞歴
- 1992年 第5回地方出版文化功労賞（「アイヌ･フォークロア」魚井一由訳 北海道出版企画センター（北海道））[2]